# Сарандена
Сарандена (на гръцки: Σαράνταινα) е планина между Велухи и Вардуша в континентална Гърция.
Известна също и като Бук или Букова планина, заради най-южно разположения масив букова гора от мизийски бук в Европа. В планината се разиграват много битки по време на т.нар. гръцка война за независимост.